# Rothschildia jacobaeae
Rothschildia jacobaeae é uma espécie de mariposa do gênero Rothschildia